# Burmeserkat
Burmeserkatten er en racekat, der stammer fra Asien. Den relativt lille kat, med de gule øjne og brune pels var en højt skattet tempelkat. På Bangkok museet kan man på Smud Koi-papyrussen læse følgende navne for katten: "Thong-Daeng" eller "Supalak". „Thong-Daeng” betyder ”Gyldent rød” og Supalak betyder ”Den noble kat”, hvilket fint beskriver kattens natur.

## Historie
Den moderne version af racekatten kan føres tilbage til en enkelt brun hunkat, Wong Mau, der i 1930 blev bragt til Amerika, fra Burma, af en amerikansk marinelæge. Katten var en hybrid mellem en siameser og den brune burmeser.
Da der ikke var andre muligheder, brugte man en siameser som partner for Wong Mau. Resultatet af denne siameser-burmeser parring blev afkom, der både lignede deres mor, den rene brune kat, og deres far, den maskede siameser.
Racen blev hurtigt udbredt i Amerika, og på bare seks år blev den anerkendt som race, dog kun i den brune version.
Der gik mange år, før racen kom til Europa, og der gik endnu længere, før den blev anerkendt i de ti farver, der anerkendes i dag.

## Genetik
En burmeser er en albinokat. Det vil sige, at den, som siameseren har punktfarver.
Siameseren viser det tydeligt, at yderpunkterne som ører, ansigt, hale og ben er mørkere end resten af katten.
For at få burmeserens særlige farve og mønster skal den genetisk være enten cbca, cbc eller cbcb. Albinogenet betyder i burmeserens tilfælde, at en sort kat syner brun.

## Udseende
Burmeseren er en af de mindste racekatte. Den skal virke tungere end den syner, da den både er elegant og muskuløs. Dens pels skal være silkeblank og ligge tæt til kroppen. Den er hverken kompakt eller udpræget lang, men på alle måder middel af bygning. Den må ikke have orientalske skrå øjne, men skal have ”et ondt udtryk”, med øjne der er ovale for oven og runde forneden. Ørerne skal være middel og placeret relativt yderligt på skallen. Hovedet er hjerteformet, med god rund pande og et udtalt stop. Helt runde former skal den Europæiske burmeser ikke have.
Der findes forskellige standarder alt efter hvilken hovedorganisation man opdrætter under.
I Fife anerkendes 10 farver: Brun, blå, chokolade, lilla, rød og creme. Bruntortie, blåtortie, chokoladetortie og lillatortie. Tortie kaldes også ”skildpaddefarvet”.

## Karakter
Burmeseren er aktiv, nysgerrig, social, nem at opdrage, kan være naiv, ofte frygtløs og meget menneskeorienteret. Hunde lærer de oftest at sætte pris på, lige som et liv inden døre hele livet godt kan accepteres. Det fordrer dog, at man tager sig tid til katten, da den ellers gerne selv finder på ting at foretage sig, mens den er alene hjemme. Kattene lærer let. Lukkede døre, kan de fleste burmeser lære sig at åbne. Apportere legetøj er også en yndet beskæftigelse.